# Pierre Ripert
Pierre Ripert, né le 29 septembre 1946 à La Tronche (Isère) et mort le 13 novembre 2014 à La Rochelle, est un journaliste, historien et éditeur français. Il est l’auteur de nombreux guides pratiques, dictionnaires et ouvrages ésotériques. Il est père de trois enfants Marie Anne et Pierre-Jean et l’époux de Danielle Lambinon 

## Biographie
Étudiant au Centre de formation des journalistes (CFJ), il en sort diplômé en 1968. La même année, il devient secrétaire de rédaction à France-Soir. Entre 1970 et 1974, il est critique littéraire au Figaro. De 1975 à 1992, il est directeur littéraire, puis chef du service publicité aux éditions Jean-Claude Lattès. De 1993 à décembre 1994, il est directeur des éditions Dervy.
De 1993 à 2003, il dirige la revue Actualité de l’Histoire mystérieuse devenue Actualité de l'histoire. Il est aussi l’auteur, sous divers pseudonymes, parmi lesquels Thomas Decker, Pierre Norma, Gabriel Lechevalier, Henri Leblanc-Ginet, Alédaïde Morin, Julie Bardin, Héloïse de Mont-Rachais, Céline Beylier, d’ouvrages d’histoire, d’ésotérisme, de guides pratiques et d’anthologies.
Il a écrit deux romans plus personnels : Les Magnifiques, dédicacé à sa femme, mais qui rend hommage à sa mère et à ses sœurs et à leurs lectures d'alors, et Le Bonheur en été, dans lequel il a aussi mis des bouts de son enfance.

## Publications
- Les Magnifiques (roman), Éditions Orban, 1986.
- Dictionnaire de la langue française, Éditions de la Connaissance, 1995.
- La France monumentale, Éditions Michel Lafon, 1999.
- Dictionnaire des synonymes, Maxi-Poches, 2000.
- Dictionnaire des citations, Maxi-Poches, 2000.
- Dictionnaire des mots croisés, Maxi-Poches, 2000.
- Dictionnaire anthologique de la poésie française, Maxi-Poches, 2000.
- Dictionnaire de français, Éditions de Lodi, 2000.
- Dictionnaire des auteurs classiques, Maxi-Poches, 2001.
- Napoléon, Éditions Privat, 2001, (OCLC 496216854).
- Les Gaulois, Éditions Privat, 2001.
- Les Croisades, Éditions Privat, 2001 (Grand Prix littéraire de la ville de Toulouse 2002).
- Ils ont régné sur la France, Éditions du Soleil, 2001.
- Elles ont régné sur la France, Éditions du Soleil, 2001.
- L’Epopée templière, Éditions du Soleil, 2001.
- L’Aventure cathare, Éditions du Soleil, 2001.
- Richelieu et Mazarin, Éditions Privat, 2002.
- Charlemagne, Éditions Privat, 2002.
- Dictionnaire d’archéologie, Maxi-Poches, 2002.
- Dictionnaire des vins et vignobles de France, Maxi-Poches, 2002.
- Dictionnaire des régimes et des calories, Maxi-Poches, 2002.
- Dictionnaire des dictons, proverbes et maximes, Maxi-Poches, 2002.
- La première guerre mondiale, Maxi-Poches, 2002.
- Dictionnaire du diable, des démons et des sorciers, Maxi-Poches, 2003,  (ISBN 2743432829).
- La guerre d’Indochine, Maxi-Poches, 2004.
- De Gaulle, Maxi-Poches, 2004.
- Le Bestiaire des cathédrales, Éditions De Vecchi, 2004.
- Les nouveaux mots croisés, Éditions De Vecchi, 2004.
- 140 nouvelles grilles de mots croisés, Éditions De Vecchi, 2005.
- Histoire de la Franc-Maçonnerie française, Éditions De Vecchi, 2005.
- Histoire de la Seconde Guerre mondiale, éditions Maxi-Poche Histoire, 2002 (en collaboration avec Charles Le Brun).
- Le Compagnonnage, Éditions De Vecchi, 2005.
- Les Ordres de chevalerie européens, Éditions De Vecchi, 2005.
- J’écris ma vie, Éditions Delville, 2005.
- Les anecdotes de l’Histoire de France, Maxi-Poches, 2005.
- Le Bonheur en été (roman), De Borée, 2006.
- Best of du Sudoku, Éditions De Vecchi, 2006.
- Le Vade-mecum des miscellanées, Éditions De Vecchi, 2006.
- Les grandes amours de l’Histoire de France, Éditions De Vecchi, 2006.
- Le Guide pratique des arts divinatoires, Éditions Trajectoire, 2007.
- 200 récitations de votre enfance, De Borée, 2008.
- Le Tarot de Mlle LeNormand, Éditions De Vecchi, 2008.
- Jeux de voyages, Éditions Hugo & Cie, 2008.
- Dictionnaire des synonymes de la langue française, De Borée, 2008, (OCLC 470568457).
- Le bestiaire des cathédrales : imagerie de la statuaire médiévale, symbolique des monstres, gargouilles et autres chimères, Éditions De Vecchi, 2009, (OCLC 690373554).
- Creuse-Méninges, Éditions Hugo & Cie, 2009.
- Tout ce qu’un papa doit savoir, Éditions de l’Archipel, 2009.
- Cartes divinatoires des Druides, Éditions De Vecchi, 2009.
- L’art de la guerre. Décoder Sun Tzu, Éditions De Vecchi, 2009.
- Le pouvoir miraculeux des médailles de la Vierge et des saints, Presses du Chatelet, 2009.
- La Franc-Maçonnerie révélée aux profanes, Presses du Chatelet, 2009.
- L’interprétation des rêves, De Borée, 2009.
- Paranormal expérimentation, Éditions De Vecchi, 2010.
- 500 personnages de l’Histoire du monde, Éditions De Vecchi, 2011.
- 501 lieux mystérieux de France, Maxi-Poches, 2012.
- 418 personnages et récits de la guerre 14-18, Éditions De Vecchi, 2013.

## Sources
- Université du Québec à Montréal : liste d'ouvrages.
- AbeBooks : liste d'ouvrages.
- Éditions de l'Archipel : notice biographique.
- Babelio : notice biographique.
- SensCritique : bibliographie.
- Booknode : notice.
- Chapitre.com : liste d'ouvrages.
- La Procure : liste d'ouvrages.
- Librairie Payot : liste d'ouvrages.

## Citations en bibliographie
- Alain Monier, Des verbes pour le dire, Taïwan, Zhong yang tu shu, 2002, page IV.
- Jean Faucounau, Les peuples de la mer et leur histoire, L'Harmattan, 2003, page 2.
- Jean-Pierre Jardin, Falsification de l’histoire et quête de légitimité dans l’historiographie Trastamare, Cahiers de linguistique hispanique médiévale. n°29, 2006. p. 239, note 14.
- Audrey Leroy, Ivresses, Société des écrivains, 2012, page 13.
- Michaela Heinz, Dictionnaires et Traduction, Frank & Timme GmbH, 2012, page 16.

## Vidéo
- Bouge la France, 12 février 2009, Public Sénat, voir en ligne.